# Ajugoides
Ajugoides là một chi thực vật có hoa trong họ Hoa môi (Lamiaceae).

## Loài
Chi Ajugoides gồm các loài: